# Gaobeidian
Gaobeidian léase Káobéi-Dián (en chino simplificado, 高碑店; pinyin, Gāobēidiàn shì) es una municipio  bajo la administración directa de la ciudad-prefectura de Baoding. Se ubica en la provincia de Hebei, este de la República Popular China. Su área es de 672 km² y su población total para 2010 fue más de 600 mil habitantes.
Gaobeidian se conoció como Xincheng (新城县) hasta 1993 cuando fue promovida de condado a municipio.

## Administración
El municipio de Gaobeidian se divide en 15 pueblos que se administran en 5 subdistritos, 6 poblados y 4 villas.